# Claoxylon australe
Claoxylon australe, conocido como palo quebradizo (brittlewood) es un arbusto o árbol del sotobosque. Su hábitat es todos los tipos de bosques del este de Australia. El rango natural de su distribución es desde el la localidad de Eden (37° S) en el sureste de Nueva Gales del Sur hasta el poblado de Bowen, Queensland (20° S) en el trópico de Queensland.

## Descripción
Es un arbusto o árbol pequeño que crece a una altura de 9 metros de altura y un diámetro de 30 cm. El tronco es cilíndrico y algo rebordeado en la base en los ejemplares maduros. La corteza es café gamuza o gris, bastante lisa y con algunas líneas de abolladuras verticales y otras irregularidades. Las ramillas son con frecuencia vellosas, verdes a gamuza con lenticelas.
Las hojas son alternadas, simples y dentadas de una manera irregular. De forma elíptica u oblonga, de 5 a 12 cm de largo con una punta redondeada. Los tallos de las hojas de 1 a 4 cm de largo. Usualmente con dos grandes glándulas en el ápice. La vena central es más pálida que la misms hoja, la nervadura de la hoja es más evidente en el envés.
Flores verdosas se forman en racimos en los meses de octubre a noviembre. Las flores masculinas y femeninas se encuentran en plantas separadas, siendo una especie dioica. El fruto madura de enero a marzo, siendo una cápsula negra/púrpura. De forma globular, de 6 mm de diámetro. Cada uno de los lóbulos de la cápsula es una sola semilla roja verrugosa. El fruto es comido por la tórtola cuco parda y el papagayo australiano.

## Taxonomía
El género fue descrito por Jules Emile Planchon y publicado en Bulletin de la Société Botanique de France 8: 30. 1861.
Sinonimia
- Claoxylon australe var. dentata Benth.
- Claoxylon australe var. laxiflora Benth.
- Mercurialis australis Baill.	[2][3]